# تپه چاه لرد (تم کافرون)
تپه چاه لرد (تم کافرون) مربوط به دوران پیش از تاریخ ایران باستان است و در شهرستان بندرعباس، بخش مرکزی، روستای سرخون واقع شده و این اثر در تاریخ ۱۷ اسفند ۱۳۸۱ با شمارهٔ ثبت ۷۷۲۳ به‌عنوان یکی از آثار ملی ایران به ثبت رسیده است.